# Gerhard Brückner
Gerhard Brückner ( 1902 - 1980 ) fue un botánico alemán, destacado taxónomo que logró realizar las identificaciones y clasificaciones de más de ochenta nuevas especies de la familia de las commelináceas, las que publicaba habitualmente en : Nat. Pflanzenfam.; Notizbl. Bot. Gart. Berlin-Dahlem; Bot. Jahrb. Syst.
Trabajó extensamente con la familia Commelinaceae

## Algunas publicaciones
- matëi Rohrlich, gerhard Brückner. 1967. Das Getreide: Mit zahlreichen Auswertungstabellen. Das Getreide und seine Untersuchung. Vol. 2. 2.ª ed. de Parey, 213 pp.

- --------------------, ---------------------------. 1966. Das Getreide und seine Untersuchung. Vol. 1. 2.ª ed. de Parey, 440 pp.

- kurt Seidel, gerhard Brückner, carl A. E. Müller. 1934. Das Getreidekorn: seine Behandlung, Trocknung und Bewertung in der Praxis, nebst Darstellung von Speicherbauten und deren Zubehör. Vol. 1. 2.ª ed. de P. Parey, 34 pp.

- a. Engler, gerhard Brückner, charlotte gilg-Benedict, h. Harms, gust. o.a. Malme, r. Pilger, k. Prantl, w. Ruhland, o. Schwartz, f. Vierhapper. 1930. Angiospermae: Reihen Farinosae, Liliiflorae, Scitamineae. Vol. 15a. 2.ª ed. de Engelmann, 707 pp.

- gerhard Brückner. 1926. Beiträge zur Anatomie, Morphologie und Systematik der Commelinaceae: Diss... Editor Breitkopf & Härtel, 70 pp.

- La abreviatura «G.Brückn.» se emplea para indicar a Gerhard Brückner como autoridad en la descripción y clasificación científica de los vegetales.[2]